# London Town
London Town ist das sechste Studioalbum und das insgesamt siebte Album der Gruppe Wings. Gleichzeitig ist es das zehnte Album von Paul McCartney nach der Auflösung der Band The Beatles. Es wurde am 31. März 1978 in Großbritannien und am 27. März 1978 in den USA veröffentlicht.

## Entstehung
Nach Ende ihrer Welttournee Wings Over the World veröffentlichte Jimmy McCulloch im Oktober 1976 die Single Call My Name/Too Many Miles. Im Sommer 1976 begaben sich Paul und Linda McCartney mit Denny Laine für drei Wochen in das Rude Studio in Campbeltown, um zehn Lieder von Buddy Holly aufzunehmen. Denny Laine übernahm den Hauptgesang, und so wurde das Album im Mai 1977 unter dem Titel Holly Days von Laine veröffentlicht.
Am 6. Februar 1977 begannen die Wings in den Abbey Road Studios in London mit den Arbeiten für ein neues Album mit dem Toningenieur Pete Henderson. Zwar war eine weitere Tournee geplant, doch traten die Planungen wie auch die Arbeit am Album in den Hintergrund, als Linda McCartney feststellte, dass sie schwanger war. Ab dem 20. Februar waren die McCartneys für zwei Wochen in Urlaub auf Jamaika. Bei den anschließenden Arbeiten bis zum 31. März 1977 in den Abbey Road Studios übernahm Geoff Emerick als hauptverantwortlicher Toningenieur. In dieser Zeit wurden die Lieder London Town, Deliver Your Children und Girls’ School und B-Side To Seaside aufgenommen.

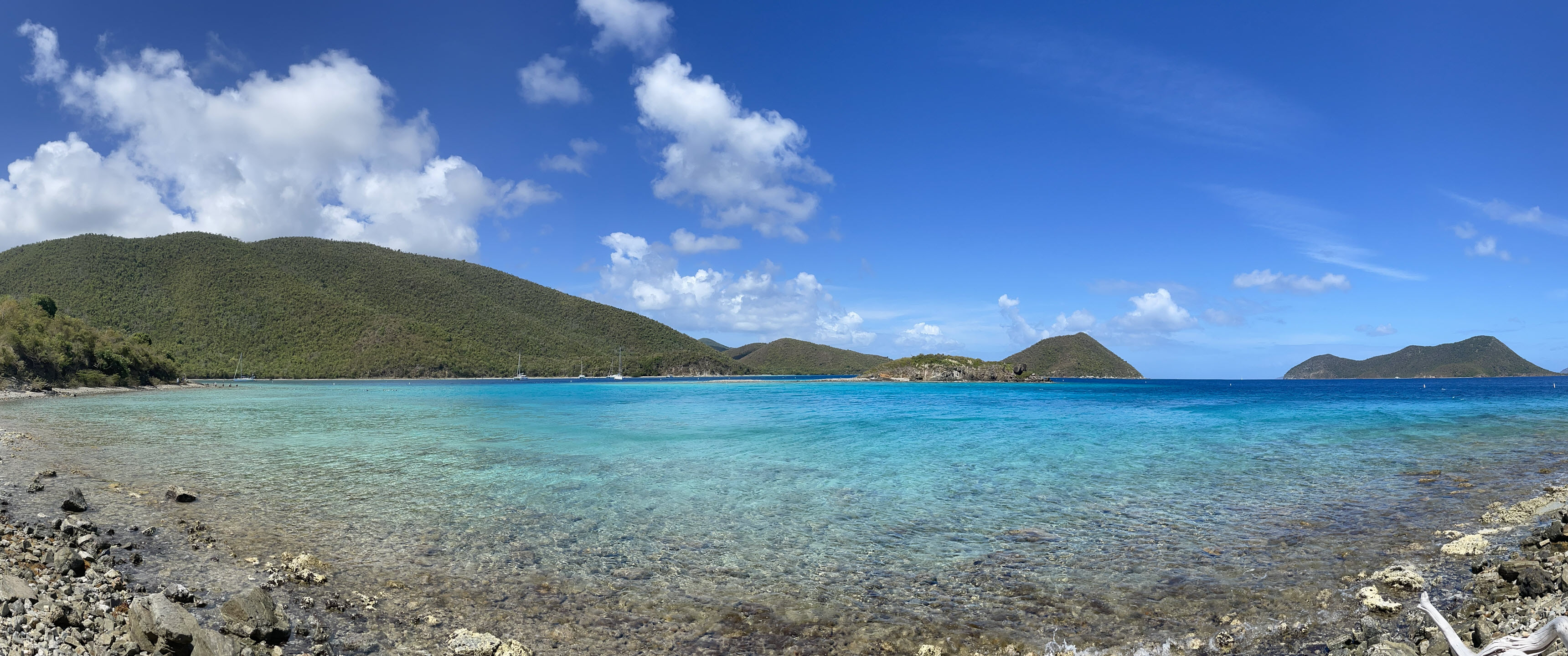
Waterlemon Bay, Saint John

Vom 1. bis zum 31. Mai 1977 wurden die Aufnahmen in der Watermelon Bay vor der Insel Saint John, eine der amerikanischen Virgin Islands (Amerikanische Jungferninseln), fortgesetzt. Hier lebten und arbeiteten die Mitglieder der Wings auf drei gecharterten Yachten, wobei die Fair Carol als Aufnahmestudio diente, das über ein 24-Spur-Aufnahmegerät verfügte. Die Mitglieder der Wings lebten auf einem anderen Boot, der Samala, während die McCartneys auf der El Toro blieben. Die Idee, das Album auf einem Boot aufzunehmen, kam von Denny Laine oder Geoff Emerick. Das Album erhielt dabei den Arbeitstitel Water Wings.
Paul McCartney sagte im November 1977 über die Aufnahmen: „Wir haben die Lounge in ein Studio umgewandelt und wir haben ein anderes Deck in einen Sound-Regieraum verwandelt, und es war fantastisch! Wir hatten ein Aufnahmeboot und zwei andere, auf denen wir blieben. Das Studio hat unglaublich gut funktioniert und gleich am ersten Tag hatten wir einen Track. Es gab ein schönes freies Gefühl. Wir schwammen tagsüber und nahmen nachts auf.“ Der erste Song, der am 2. Mai an Bord der Fair Carol aufgenommen wurde, war Café on the Left Bank . Ebenfalls aufgenommen wurden I’m Carrying, I’ve Had Enough, With a Little Luck, Famous Groupies, Don’t Let It Bring You Down und Morse Moose and the Grey Goose sowie weitere unveröffentlichte Lieder. Der Aufenthalt auf den Jungferninseln verlief nicht ohne Zwischenfälle. Neben mehreren Verletzungen der Gruppenmitglieder durchsuchten US-Zollbeamte die drei Boote auf der Suche nach Marihuana. Obwohl es keine Verhaftungen gab, wurde eine offizielle Warnung ausgesprochen.
Im Juni 1977 nahmen Paul und Linda McCartney mit dem Reggae-Produzenten Lee „Scratch“ Perry die von Linda McCartney gesungenen Lieder Sugartime und Mr. Sandman auf, die offiziell erst im Oktober 1998 auf dem Linda-McCartney-Album Wide Prairie veröffentlicht wurden.
Aufgrund Linda McCartneys fortschreitender Schwangerschaft – ihr Sohn James kam im September 1977 auf die Welt – wurde die Aufnahme des Albums im Juni/Juli 1977 unterbrochen. Im August nahm die Gruppe im Spirit of Ranachan Studio in Campbeltown, einer umgebauten Scheune von McCartney, in der sich ein mobiles 24-Spur-Aufnahmegerät befand, das Lied Mull of Kintyre auf, ebenfalls wurde auch Girls’ School fertiggestellt. Jimmy McCulloch nahm bei den Aufnahmen nicht mehr teil. Im September verließ Jimmy McCulloch die Wings und wurde Mitglied der Small Faces, anschließend gründete er seine eigene Band The Dukes und starb am 27. September 1979 an den Folgen seines Drogenkonsums.
Vom 25. Oktober bis zum 1. Dezember 1977 arbeiteten Paul und Linda McCartney, Denny Laine und Joe English am neuen Album in den Abbey Road Studios weiter, es wurden die Lieder Backwards Traveller, Cuff Link, Children Children, Girlfriend, Name And Address und das unveröffentlichte Waterspout aufgenommen. Während der Aufnahmen verließ auch Joe Englisch die Gruppe und griff McCartney anschließend in Interviews an: „Es ging alles nur nach Pauls Pfeife. Er ist wirklich ein hervorragender Musiker, aber er kommt aus seiner Richtung nicht mehr raus. Das nervt mit der Zeit“. Er wurde Mitglied der Gruppe Sea Level.
Vom 3. bis zum 14. Dezember erfolgten Overdubs und Aufnahmen von Streichinstrumenten in George Martins AIR Studios in London. Die Fertigstellung des Albums London Town erfolgte schließlich vom 4. bis zum 23. Januar 1978 erneut in den Abbey Road Studios. Als Vorabauskopplung des Albums wurde am 24. März 1978 die Single With a Little Luck (B-Seite Backwards Traveller/Cuff Link) veröffentlicht. Das Album London Town erschien schließlich am 31. März 1978.
Drei Lieder der London Town-Aufnahmen wurden anderweitig verwendet. B-Side to Seaside wurde als B-Seite der Single Seaside Woman unter dem Pseudonym Suzy and the Red Stripes im Mai 1977 veröffentlicht. Die Lieder Mull of Kintyre und Girls’ School wurden im November 1977 als Single veröffentlicht.
Der Song Waterspout blieb bisher unveröffentlicht, es wurde in den kommenden Jahren überarbeitet und sollte ursprünglich im November 1987 auf dem Kompilationsalbum All the Best! veröffentlicht werden; diese Planung wurde aber verworfen. Weitere, neben Waterspout auf Bootlegs veröffentlichte Demos/Lieder sind: Find a Way Somehow (von Denny Laine komponiert und gesungen), Sea Melody, A Fairy Tale, After You've Gone, Boil Crises und I Keep On Believing – Love Awake.

## Covergestaltung

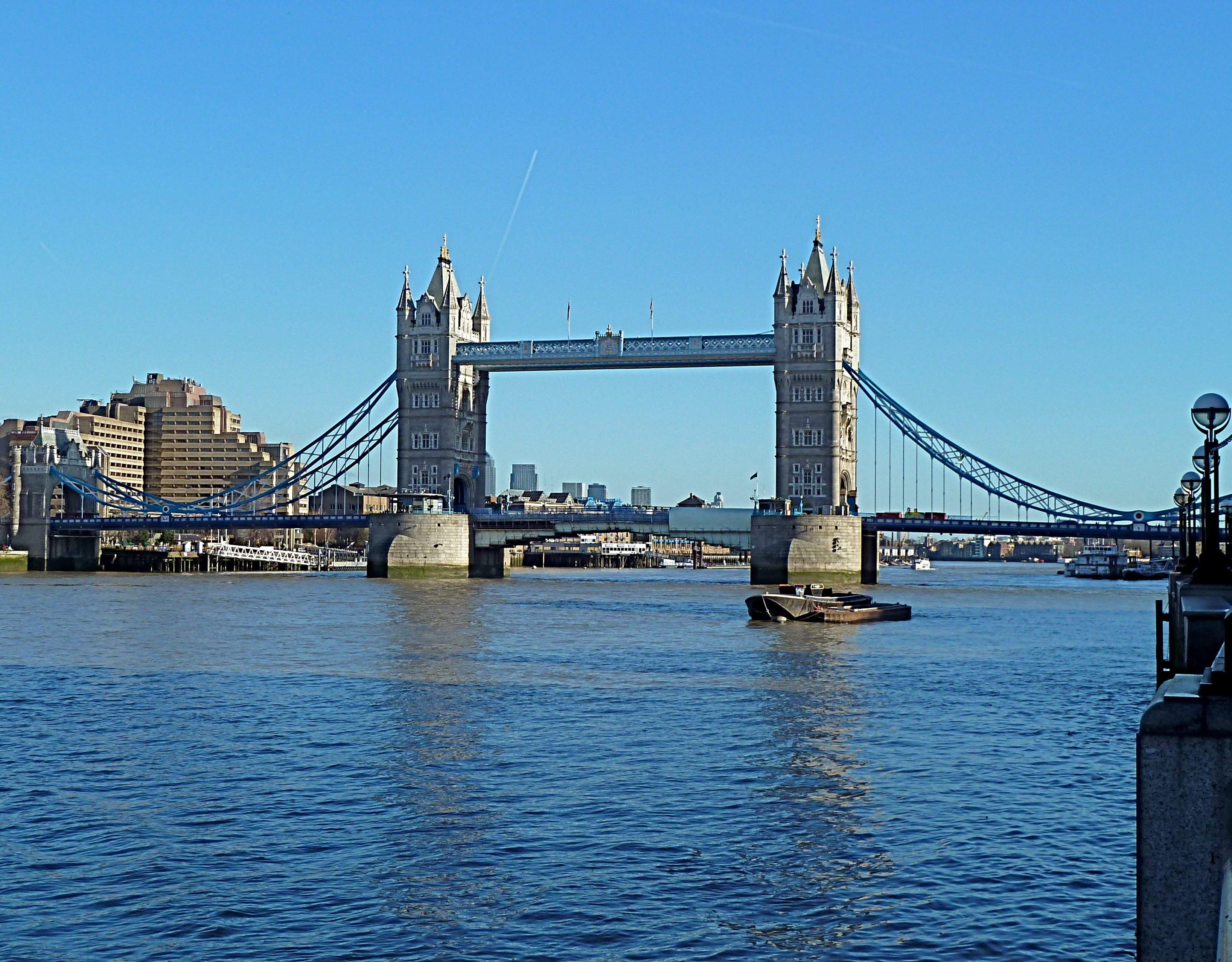
Londoner Tower Bridge

Das Albumcover zeigt im Vordergrund Paul und Linda McCartney sowie Denny Laine und im Hintergrund die Londoner Tower Bridge. Es wurde von den drei Wings-Mitgliedern und unter Mithilfe von Hipgnosis erstellt.
Die innere Hülle enthält die Texte der Lieder. Das Album enthält auch ein doppelseitiges Poster.

## Titelliste
Paul McCartney und Denny Laine schrieben die Lieder London Town, Children Children, Deliver Your Children, Don’t Let It Bring You Down und Morse Moose and the Grey Goose (sowie Mull of Kintyre) zusammen, die restlichen Lieder komponierte McCartney alleine.
Seite 1
1. London Town – 4:10
2. Café on the Left Bank – 3:25
3. I’m Carrying – 2:44
4. Backwards Traveller – 1:09
5. Cuff Link – 1:59
6. Children Children – 2:22
7. Girlfriend – 4:39
8. I’ve Had Enough – 3:02

Seite 2
1. With a Little Luck – 5:45
2. Famous Groupies – 3:36
3. Deliver Your Children – 4:17
4. Name and Address – 3:07
5. Don’t Let It Bring You Down – 4:34
6. Morse Moose and the Grey Goose – 6:25

1993 Remaster-Bonustracks
1. Girls’ School – 4:38
2. Mull of Kintyre – 4:42

## Informationen zu einzelnen Liedern
Paul McCartney schrieb die meisten Lieder des Albums, wobei London Town, Children Children, Deliver Your Children, Don’t Let It Bring You Down und Morse Moose and the Grey Goose in Zusammenarbeit mit Denny Laine entstanden. Children Children und Deliver Your Children sang Laine zudem ein. Deliver Your Children war von Laine und McCartney bereits im Frühjahr 1975 während der Arbeiten am Album Venus and Mars geschrieben worden.

## Wiederveröffentlichungen
- Am 28. August 1987 wurde das Album erstmals auf CD mit dem Bonuslied Girls’ School veröffentlicht. Der CD liegt ein zwölfseitiges bebildertes Begleitheft bei, das die Liedtexte beinhaltet. Auf der CD sowie im Begleitheft wird ausgeführt, dass das Album digital remastert wurde.[13]
- Am 7. Juni 1993[14] wurde die CD in einer von Peter Mew remasterten Version mit zwei Bonusliedern veröffentlicht. Der CD liegt ein zwölfseitiges bebildertes Begleitheft bei, das Information zum Album und die Liedtexte enthält.[15]
- Im Mai 2007 wurde das Album im Download-Format veröffentlicht.

## Single-Auskopplungen

### Mull of Kintyre
Am 11. November 1977 erschien die Single Mull of Kintyre / Girls’ School, die der erste Nummer-eins-Hit für Paul McCartney in Großbritannien wurde. In den USA wurde Girls’ School als A-Seite beworben. Dort wurde auch eine gekürzte Version von Girls’ School als Promotionsingle veröffentlicht; diese Version wurde am 28. August 1989 für die CD-Version in Europa verwendet.
Die britische Promotionsingle enthält eine gekürzte Version von Mull of Kintyre und Girls’ School.
In Israel wurde die Single auf rotem, gelbem und blauem Vinyl veröffentlicht.
In der DDR wurde die Single Mull of Kintyre im Jahr 1980 mit einer anderen Covergestaltung vertrieben. Es war die einzige Single von den Wings/Paul McCartney, die in der DDR veröffentlicht wurde.

### With a Little Luck
Am 24. März 1978 (USA: 20. März 1978) erschien die Single With a Little Luck / Backwards Traveller – Cuff Link und wurde der sechste Nummer-eins-Hit für Paul McCartney in den USA.
Die Promotionsingle wurde in den USA wie folgt veröffentlicht: auf der A-Seite befindet sich die gekürzte Stereoversion und auf der B-Seite die Monoversion der A-Seite der Kaufsingle.

### I’ve Had Enough
Die zweite Singleauskopplung I’ve Had Enough / Deliver Your Children erfolgte am 16. Juni 1978 (USA: 5. Juni 1978).
Die Promotionsingle wurde in den USA wie folgt veröffentlicht: auf der A-Seite befindet sich die Monoversion und auf der B-Seite die Stereoversion der A-Seite der Kaufsingle.

### London Town
Am 11. August 1978 (USA: 14. August 1978) erschien die dritte Single London Town / I’m Carrying.
Die Promotionsingle wurde in den USA wie folgt veröffentlicht: auf der A-Seite befindet sich die Monoversion und auf der B-Seite die Stereoversion der A-Seite der Kaufsingle.

### Musikvideos
Musikvideos wurden zu den Single-A-Seiten gedreht. Für das Lied Mull of Kintyre wurden zwei Musikvideos hergestellt.
- Anmerkung: Michael Jackson coverte das Lied Girlfriend das 1979 auf seiner LP Off the Wall erschien und 1980 in Großbritannien auch als Single ausgekoppelt wurde.

## Kritik
Die Kritik nahm London Town weitgehend positiv auf. Das Album sei „wie aus einem Guß: technisch brillant, musikalisch exzellent.“ London Town klinge wie die „ideale Begleitmusik zu einem entspannten Sonntagnachmittags-Segeltörn“ und enthalte eine langsame, verträumte Stimmung. Der Rolling Stone nannte das Album unbeschwert („lighthearted“) und in Teilen halbherzig; die drei Wings-Mitglieder „fliegen unbekümmert von Märchen zu Märchen und bemerken nicht, dass es da draußen eine reale Welt gibt, und erst recht nicht, ein reales Publikum“. Für allmusic war London Town eines der bis dahin stärksten Alben McCartneys: Das Album sei „eine entspannte, fast schon mühelose Sammlung professioneller Pop-Songs“. Diese seien leicht und melodisch, würden wie aus dem Stegreif entstanden wirken und besäßen einen „häuslichen Charme sowie eine kompromisslose Lieblichkeit“.
Andere Kritiker befanden, dass die Wings mit London Town ihren musikalischen Zenit überschritten hätten, zumal auch McCartney zu dieser Zeit bereits das Ende der Wings kommen sah. Das Album sei „eine äußerst gezähmte Angelegenheit ohne Ecken und Kanten“ und der Großteil der Lieder klänge „schlecht durchdacht, unfertig oder beides“, so McCartney-Biograf Peter Ames Carlin.

## Kommerzieller Erfolg

### Chartplatzierungen

#### Album
Das Album erreichte Platz 1 in den niederländischen Charts, Platz 4 in den schwedischen Charts, Platz 2 in den norwegischen Charts und Platz 4 in den neuseeländischen Charts.
| ChartsChartplatzierungen       | Höchstplatzierung | Wochen |
| ------------------------------ | ----------------- | ------ |
| Deutschland (GfK)              | 6 (20 Wo.)        | 20     |
| Österreich (Ö3)                | 4 (20 Wo.)        | 20     |
| Vereinigte Staaten (Billboard) | 2 (28 Wo.)        | 28     |
| Vereinigtes Königreich (OCC)   | 4 (23 Wo.)        | 23     |

| ChartsJahrescharts (1978) | Platzierung |
| ------------------------- | ----------- |
| Deutschland (GfK)         | 45          |
| Österreich (Ö3)           | 12          |

#### Singles
| Jahr | Titel              | Höchstplatzierung, Gesamtwochen, AuszeichnungChartplatzierungen (Jahr, Titel, , Platzierungen, Wochen, Auszeichnungen, Anmerkungen) | Höchstplatzierung, Gesamtwochen, AuszeichnungChartplatzierungen (Jahr, Titel, , Platzierungen, Wochen, Auszeichnungen, Anmerkungen) | Höchstplatzierung, Gesamtwochen, AuszeichnungChartplatzierungen (Jahr, Titel, , Platzierungen, Wochen, Auszeichnungen, Anmerkungen) | Höchstplatzierung, Gesamtwochen, AuszeichnungChartplatzierungen (Jahr, Titel, , Platzierungen, Wochen, Auszeichnungen, Anmerkungen) | Höchstplatzierung, Gesamtwochen, AuszeichnungChartplatzierungen (Jahr, Titel, , Platzierungen, Wochen, Auszeichnungen, Anmerkungen) | Anmerkungen                           |
| Jahr | Titel              | DE | AT | CH | UK | US | Anmerkungen                           |
| ---- | ------------------ | --- | --- | --- | --- | --- | ------------------------------------- |
| 1978 | With a Little Luck | DE17 (13 Wo.)DE | AT19 (8 Wo.)AT | CH11 (7 Wo.)CH | UK5 (9 Wo.)UK | US1 (18 Wo.)US | Erstveröffentlichung: 24. März 1978   |
| 1978 | I’ve Had Enough    | — | — | — | UK42 (7 Wo.)UK | US25 (11 Wo.)US | Erstveröffentlichung: 12. Juni 1978   |
| 1978 | London Town        | — | — | — | UK60 (4 Wo.)UK | US39 (8 Wo.)US | Erstveröffentlichung: 21. August 1978 |

### Auszeichnungen für Musikverkäufe
| Land/Region                  | Auszeichnungen für Musikverkäufe (Land/Region, Auszeichnung, Verkäufe) | Verkäufe  |
| ---------------------------- | ---------------------------------------------------------------------- | --------- |
| Deutschland (BVMI)           | Gold                                                                   | 250.000   |
| Frankreich (SNEP)            | Gold                                                                   | 100.000   |
| Niederlande (NVPI)           | Platin                                                                 | 100.000   |
| Vereinigte Staaten (RIAA)    | Platin                                                                 | 1.000.000 |
| Vereinigtes Königreich (BPI) | Gold                                                                   | 100.000   |
| Insgesamt                    | 3× Gold · 2× Platin ·                                                  | 1.550.000 |

Hauptartikel: Paul McCartney/Auszeichnungen für Musikverkäufe